# Liste der Straßen und Plätze in Hamburg-Eidelstedt

Lage von Eidelstedt in Hamburg und im Bezirk Eimsbüttel (hellrot)

Die Liste der Straßen und Plätze in Hamburg-Eidelstedt ist eine Übersicht der im Hamburger Stadtteil Eidelstedt vorhandenen Straßen und Plätze. Sie ist Teil der Liste der Verkehrsflächen in Hamburg.

## Überblick
In Eidelstedt (Ortsteilnummer 320) leben 36312 Einwohner (Stand: 31. Dezember 2023) auf 8,7 km². Eidelstedt liegt in den Postleitzahlenbereichen 22457, 22523, 22525 und 22527.
In Eidelstedt gibt es 164 benannte Verkehrsflächen, darunter zwei Plätze. Eine Motivgruppe mit Pflanzennamen erstreckt sich zwischen der Lohkampstraße im Norden und den Bahngleisen im Süden.(siehe Spalte „Anmerkungen“)

## Übersicht der Straßen
Die nachfolgende Tabelle gibt eine Übersicht über alle benannten Verkehrsflächen – Straßen, Plätze und Brücken – im Stadtteil sowie einige dazugehörige Informationen. Im Einzelnen sind dies:
- Name/Lage: aktuelle Bezeichnung der Straße, des Platzes oder der Brücke. Über den Link (Lage) kann die Straße, der Platz oder die Brücke auf verschiedenen Kartendiensten angezeigt werden. Die Geoposition gibt dabei ungefähr die Mitte an. Bei längeren Straßen, die durch zwei oder mehr Stadtteile führen, kann es daher sein, dass die Koordinate in einem anderen Stadtteil liegt.
- Straßenschlüssel: amtlicher Straßenschlüssel, bestehend aus einem Buchstaben (Anfangsbuchstabe der Straße, des Platzes oder der Brücke) und einer dreistelligen Nummer.
- Länge/Maße in Metern:
Hinweis: Die in der Übersicht enthaltenen Längenangaben sind nach mathematischen Regeln auf- oder abgerundete Übersichtswerte, die im Digitalen Atlas Nord[1] mit dem dortigen Maßstab ermittelt wurden. Sie dienen eher Vergleichszwecken und werden, sofern amtliche Werte bekannt sind, ausgetauscht und gesondert gekennzeichnet.
Bei Plätzen sind die Maße in der Form a × b bei rechteckigen Anlagen oder a × b × c bei dreiecksförmigen Anlagen mit a als längster Kante dargestellt.
Der Zusatz (im Stadtteil) gibt an, wie lang die Straße innerhalb des Stadtteils ist, sofern sie durch mehrere Stadtteile verläuft.
- Namensherkunft: Ursprung oder Bezug des Namens.
- Datum der Benennung: Jahr der offiziellen Benennung oder der Ersterwähnung eines Namens, bei Unsicherheiten auch die Angabe eines Zeitraums.
- Anmerkungen: Weitere Informationen bezüglich anliegender Institutionen, der Geschichte der Straße, historischer Bezeichnungen, Baudenkmale usw.
- Bild: Foto der Straße oder eines anliegenden Objektes.

| Name/Lage                      | Straßen- schlüssel | Länge/Maße (in Metern) | Namensherkunft | Datum der Benennung | Anmerkungen | Bild                                |
| ------------------------------ | ------------------ | ---------------------- | --- | ------------------- | --- | ----------------------------------- |
| Albrechtstraße (Lage)          | A068               | 0120                   | Paul Albrecht, Leiter der Zweigstelle der Hamburg-Altonaer Wohnungsbaugesellschaft „Heimstätten“                                                                    | 1930                | Albrecht machte sich um den sozialen Wohnungsbau verdient. | Albrechtstraße                      |
| Alpenrosenweg (Lage)           | A086               | 0895                   | nach einer nicht näher bezeichneten Art der Alpenrosen | 1950                | Motivgruppe: „Blumen“ | Alpenrosenweg                       |
| Alte Elbgaustraße (Lage)       | A640               | 0125                   | in Anlehnung an die Elbgaustraße | 1986                | | Alte Elbgaustraße                   |
| Ameisenkamp (Lage)             | A375               | 0425                   | nach dem gleichnamigen Insekt | 1944                | | Ameisenkamp                         |
| Amerkamp (Lage)                | A589               | 0450                   | nach einem Flurnamen | 1975                | | Amerkamp                            |
| Am Mühlenteich (Lage)          | A297               | 0070                   | nach der Lage am Mühlenteich der Lampéschen Mühle | 1928                | | Am Mühlenteich                      |
| An der Feldmark (Lage)         | A697               | 0085                   | nach der Lage am Rand der ehemaligen Feldmark Eidelstedt | 2003                | | An der Feldmark                     |
| An der Mühlenau (Lage)         | A674               | 0095                   | nach der Lage parallel zur Mühlenau, einem Nebenbach der Kollau | 1996                | | An der Mühlenau                     |
| Antonie-Möbis-Weg (Lage)       | A662               | 0215                   | Antonie Möbis (1898–1976), Politikerin und Widerstandskämpferin gegen den Nationalsozialismus                                                                       | 1991                | | Antonie-Möbis-Weg                   |
| Astweg (Lage)                  | A487               | 0490                   | frei gewählt in Anlehnung an den Zweigweg | 1931                | | Astweg                              |
| Baumacker (Lage)               | B103               | 1185                   | frei gewählt in Anlehnung an weitere auf „-acker“ endende Straßen in der Umgebung                                                                                   | 1932                | | Baumacker                           |
| Beentkamp (Lage)               | B793               | 1255                   | nach einem Flurnamen (Beent = Binse) | 1975                | | Beentkamp                           |
| Bickbargen (Lage)              | B822               | 0105 (im Stadtteil)    | Der Name wurde übernommen. | 1986                | Die Straße liegt komplett im schleswig-holsteinischen Halstenbek, lediglich auf einem gut 100 Meter langen Teil sind die Grundstücke auf der Südostseite in Eidelstedt belegen. | Bickbargen                          |
| Binsbarg (Lage)                | B352               | 0270 (im Stadtteil)    | nach einem Flurnamen | 1962                | östlich der Ottensener Straße in Stellingen | Binsbarg                            |
| Bollweg (Lage)                 | B463               | 0095 (im Stadtteil)    | nach einem schlecht zu befahrenen Weg, der mit Holzbohlen passierbar gemacht wurde                                                                                  | vor 1927            | südlich der Güterumgehungsbahn in Stellingen | Bollweg                             |
| Borkenweg (Lage)               | B820               | 0180                   | in Anlehnung an Ast- und Zweigweg | 1981                | | Borkenweg                           |
| Brummerskamp (Lage)            | B641               | 0235 (im Stadtteil)    | nach einer Flurbezeichnung | 1948                | Ab der Abknickung der Straße nach Westen befinden die südliche Straßenfläche und die anliegenden Grundstücke in Eidelstedt, ansonsten in Schnelsen. | Brummerskamp                        |
| Burbekstraße (Lage)            | B713               | 0600                   | nach der Lage am gleichnamigen Bach, der nördlich der Straße verläuft                                                                                               | 1932                | | Burbekstraße                        |
| Bussardweg (Lage)              | B733               | 0285                   | nach dem gleichnamigen Greifvogel | vor 1936            | | Bussardweg                          |
| Christrosenweg (Lage)          | C075               | 0135                   | nach dem gleichnamigen Hahnenfußgewächs | 1972                | Motivgruppe: „Blumen“ | Christrosenweg                      |
| Dallbregen (Lage)              | D016               | 0580                   | nach einer Bezeichnung auf einer Karte der städtischen Bauverwaltung Altona von 1926                                                                                | 1930                | | Dallbregen                          |
| Dallbregenstieg (Lage)         | D017               | 0180                   | in Anlehnung an die Straße Dallbregen | 1954                | | Dallbregenstieg                     |
| Dammstraße (Lage)              | D025               | 0195                   | nach der Lage am Eisenbahndamm | 1928                | | Dammstraße                          |
| Deepenbrook (Lage)             | D052               | 0330                   | nach einem Flurnamen | 1954                | niederdeutsch deep = tief, Brook = Bruch | Deepenbrook                         |
| Deepenbrookkamp (Lage)         | D053               | 0160                   | in Anlehnung an die Straße Deepenbrook | 1954                | | Deepenbrookkamp                     |
| Deepenbrookweg (Lage)          | D054               | 0125                   | in Anlehnung an die Straße Deepenbrook | 1954                | | Deepenbrookweg                      |
| Dörpsweg (Lage)                | D132               | 0465                   | nach dem Flurnamen Dorfweg | 1928                | niederdeutsch Dörp = Dorf | Dorpsfelde                          |
| Dorpsfelde (Lage)              | D165               | 0110                   | nach dem Flurnamen Dorpfeld von 1928 | 1940                | | Dörpsweg                            |
| Drieschweg (Lage)              | D192               | 0210                   | Hans Driesch (1867–1941), Biologe und Philosoph | 1967                | | Drieschweg (HH-Eidelstedt)          |
| Dürenackersweg (Lage)          | D218               | 0345                   | nach einem Flurnamen (Dürenacker = trockener Acker) | 1932                | | Dürenackersweg                      |
| Duvenacker (Lage)              | D234               | 0890                   | nach dem Flurnamen Duhmacker von 1926 | um 1927             | | Duvenacker                          |
| Edelweißweg (Lage)             | E024               | 0400                   | nach der gleichnamigen Pflanzengattung | 1960                | Motivgruppe: „Blumen“ | Edelweißweg                         |
| Eidelstedter Brook (Lage)      | E074               | 0185                   | nach einem Flurnamen | 1928                | nördliche Straßenhälfte in Schnelsen | Eidelstedter Brook                  |
| Eidelstedter Dorfstraße (Lage) | E075               | 0865                   | nach der Hauptstraße des ehemaligen Dorfes Eidelstedt | 1928                | | Eidelstedter Dorfstraße             |
| Eidelstedter Platz (Lage)      | E076               | 0130 x110 x90          | nach der Lage im Stadtteil | 1955                | | Eidelstedter Platz                  |
| Ekenknick (Lage)               | E118               | 0295                   | nach einem Flurnamen | 1932                | niederdeutsch Eken = Eichen | Ekenknick                           |
| Elbgaustraße (Lage)            | E124               | 1210 (im Stadtteil)    | frei gewählter Name | 1928                | ab den Gleisen von S- und Fernbahn südlich in Lurup | Elbgaustraße                        |
| Ellerauer Weg (Lage)           | E149               | 0095                   | Ellerau, Gemeinde im Kreis Segeberg in Schleswig-Holstein | 1940                | | Ellerauer Weg                       |
| Fangdieckstraße (Lage)         | F028               | 0645 (im Stadtteil)    | nach einer Flurbezeichnung | vor 1927            | Gemeint ist ein Teich (niederdeutsch Die(c)k), in dem Wasser für die Eidelstedter Wassermühle aufgefangen wurde. Zwischen Elbgaustraße und Hausnummer 85 vollständig in Lurup, weiter östlich für ca. 280 Meter nur die Grundstücke auf der Südseite; Nordseite und komplette Straßenfläche auf diesem Teilstück in Eidelstedt, wie auch der gesamte weitere östliche Verlauf bis Schnackenburgallee. | Fangdieckstraße                     |
| Farnhornstieg (Lage)           | F038               | 0260 (im Stadtteil)    | in Anlehnung an den in Lurup verlaufenden Farnhornweg | 1952                | nördliche Straßenhälfte zwischen Hellgrundweg und der Mühlenau in Lurup, südliche Hälfte in Bahrenfeld, östlich der Mühlenau in Eidelstedt | Farnhornstieg                       |
| Feldrosenweg (Lage)            | F065               | 0295                   | nach der gleichnamigen Pflanzenart | 1957                | Motivgruppe: „Blumen“ | Feldrosenweg                        |
| Fohrwisch (Lage)               | F179               | 0170                   | nach einem Flurnamen | 1936                | | Fohrwisch                           |
| Friedrichshulder Weg (Lage)    | F241               | 1690 (im Stadtteil)    | nach dem bei Schenefeld gelegenen Gut Friedrichshulde | 1930                | von der Landesgrenze bis etwa Hausnummer 8 nördliche Straßenhälfte in Eidelstedt, sonst in Lurup | Friedrichshulder Weg                |
| Fuchsienweg (Lage)             | F264               | 0135                   | nach dem gleichnamigen Nachtkerzengewächs | 1935                | Motivgruppe: „Blumen“ | Fuchsienweg                         |
| Furchenacker (Lage)            | F283               | 0350                   | frei gewählt in Anlehnung an weitere auf „-acker“ endende Straßen in der Umgebung                                                                                   | 1964                | | Furchenacker                        |
| Furtweg (Lage)                 | F286               | 0685                   | nach einer Furt durch den Mühlenbach | vor 1924            | | Furtweg                             |
| Georginenweg (Lage)            | G059               | 0240                   | nach der gleichnamigen Pflanzengattung | 1935                | Motivgruppe: „Blumen“ | Georginenweg                        |
| Gladiolenweg (Lage)            | G101               | 0260                   | nach dem gleichnamigen Schwertliliengewächs | 1935                | Motivgruppe: „Blumen“ | Gladiolenweg                        |
| Gloxinienweg (Lage)            | G120               | 0250                   | nach der gleichnamigen Pflanzenfamilie | 1935                | Motivgruppe: „Blumen“ | Gloxinienweg                        |
| Goldkäferweg (Lage)            | G158               | 0400                   | nach dem gleichnamigen Käfer | 1950                | | Goldkäferweg                        |
| Goldnesselweg (Lage)           | G162               | 0150                   | nach der gleichnamigen Pflanzenart | 1957                | Motivgruppe: „Blumen“ | Goldnesselweg                       |
| Goldregenweg (Lage)            | G164               | 0480                   | nach dem gleichnamigen Schmetterlingsblütler | 1935                | Motivgruppe: „Blumen“ | Goldregenweg                        |
| Grenzacker (Lage)              | G221               | 0290                   | nach einem ehemals zwischen Eidelstedt und Halstenbek gelegenen Acker                                                                                               | 1949                | | Grenzacker                          |
| Grillenweg (Lage)              | G236               | 0425                   | nach einem nicht näher bezeichneten Mitglied aus der Familie der Langfühlerschrecken                                                                                | 1944                | | Grillenweg (HH-Eidelstedt)          |
| Halstenbeker Stieg (Lage)      | H068               | 0290                   | in Anlehnung an den Halstenbeker Weg | 1949                | | Halstenbeker Stieg                  |
| Halstenbeker Straße (Lage)     | H069               | 0140 (im Stadtteil)    | Halstenbek, Gemeinde im Kreis Pinneberg in Schleswig-Holstein | 1907                | nördlich der A 23 in Schnelsen | Halstenbeker Straße                 |
| Halstenbeker Weg (Lage)        | H069               | 1150                   | Halstenbek, Gemeinde im Kreis Pinneberg in Schleswig-Holstein | vor 1926            | | Halstenbeker Weg                    |
| Haseldorfer Weg (Lage)         | H161               | 0515                   | Haseldorf, Gemeinde im Kreis Pinneberg in Schleswig-Holstein | 1949                | | Haseldorfer Weg                     |
| Heidacker (Lage)               | H235               | 0760                   | nach einer Flurbezeichnung | 1930                | | Heidacker                           |
| Heimchenweg (Lage)             | H273               | 0160                   | nach der gleichnamigen Langfühlerschrecke | 1950                | | Heimchenweg                         |
| Heimstättenstraße (Lage)       | H280               | 0205                   | nach der Wohnungsbaugesellschaft „Heimstätten“, die die Straße anlegte                                                                                              | 1930                | | Heimstättenstraße                   |
| Hellasweg (Lage)               | H323               | 0375                   | Demetrius Tsakas, griechischer Vizekonsul in Hamburg | 1932                | Tsakas erwarb 1917 Bauland in Eidelstedt und machte sich um den Stadtteil verdient. | Hellasweg                           |
| Herzblumenweg (Lage)           | H391               | 0155                   | nach dem gleichnamigen Erdrauchgewächs | 1953                | Motivgruppe: „Blumen“ | Herzblumenweg                       |
| Hilpertweg (Lage)              | H340               | 0340                   | Werner Hilpert (1897–1957), Politiker | 1964                | | Hilpertweg                          |
| Hinschstraße (Lage)            | H449               | 0290                   | Joachim Hinsch (1847–1930), von 1864 bis 1900 Lehrer an der Eidelstedter Schule, danach bis 1921 Gemeindevorsteher                                                  | 1917                | Hinsch war darüber hinaus der Verfasser der „Eidelstedter Chronik“. | Hinschstraße                        |
| Holloswisch (Lage)             | H735               | 0640                   | nach einem Flurnamen von 1926 | 1975                | | Holloswisch                         |
| Holsteiner Chaussee (Lage)     | H582               | 1585 (im Stadtteil)    | nach der Bestimmung nach Schleswig-Holstein führend | 1956                | nördlich der Kreuzung Eidelstedter Brook und Spanische Furt in Schnelsen | Holsteiner Chaussee (HH-Eidelstedt) |
| Hörgensweg (Lage)              | H508               | 0970                   | nach der Flurbezeichnung Op'n Hörgen | 1930                | | Hörgensweg                          |
| Hornackredder (Lage)           | H629               | 0100                   | nach dem Flurnamen Op'n Horneck | 1940                | | Hornackredder                       |
| Hornackswisch (Lage)           | H630               | 0235                   | in Anlehnung an den Hornackredder | 1949                | niederdeutsch Wisch = Wiese | Hornackswisch                       |
| Im Keil (Lage)                 | I038               | 0115                   | nach der durch die Bahngleise eingekeilten Lage der Straße | 1932                | | Im Keil                             |
| Immenweide (Lage)              | I070               | 0500                   | nach einer Flurbezeichnung | 1944                | | Immenweide                          |
| Irisplatz (Lage)               | I100               | 0075 × 15              | nach der gleichnamigen Pflanzengattung | 1935                | Motivgruppe: „Blumen“ | Irisplatz                           |
| Jaarsmoor (Lage)               | J001               | 0370                   | nach der Lage beim ehemaligen Jaarsmoor, das bis in die 1920er-Jahre hinein existierte                                                                              | 1949                | | Jaarsmoor                           |
| Jasminweg (Lage)               | J031               | 0565                   | nach einer nicht näher bezeichneten Art des Jasmin | 1935                | Motivgruppe: „Blumen“ | Jasminweg                           |
| Johann-Schmidt-Straße (Lage)   | J144               | 0090                   | Johann Schmidt (1839–1916), stellvertretender Gemeindevorsteher sowie Gründungsmitglied des Eidelstedter Bürgervereins und von 1901 bis 1912 dessen 1. Vorsitzender | 2003                | | Johann-Schmidt-Straße               |
| Kapitelbuschweg (Lage)         | K068               | 0245                   | nach einem früher hier befindlichen Gehölz, das dem Hamburger Domkapitel gehörte                                                                                    | vor 1910            | | Kapitelbuschweg                     |
| Karkwurt (Lage)                | K073               | 0115                   | nach niederdeutsch Kark = Kirche und dem Begriff Wurt für einen künstlich angelegten Wohnhügel                                                                      | 1928                | | Karkwurt                            |
| Keilende (Lage)                | K124               | 0140                   | in Anlehnung an die Straße Im Keil | 1955                | | Keilende                            |
| Kieler Straße (Lage)           | K160               | 1075 (im Stadtteil)    | Kiel, Landeshauptstadt von Schleswig-Holstein | 1840                | Verlauf von Süd nach Nord: Zwischen Stresemannstraße und Ophagen komplett in Altona-Nord, zwischen Ophagen und Haferweg nur die Grundstücke auf der westlichen Seite sowie zwischen Ophagen und Hausnummer 90 nur die Grundstücke auf der östlichen Seite; zwischen Ophagen und Haferkamp liegt die Straßenfläche in Eimsbüttel, ab Hausnummer 92 auch die Grundstücke auf der Ostseite; zwischen Haferweg und Tiedemannstraße verläuft die Stadtteilgrenze zwischen Eimsbüttel (östliche Seite) und Stellingen (westliche Seite) in der Straßenmitte; zwischen Tiedemannstraße und den Bahngleisen nördlich des Düngelskamps liegt die Kieler Straße komplett in Stellingen, nördlich der Bahngleise dann geht sie nach Eidelstedt über, wo sie am Eidelstedter Platz endet; Teil der Bundesstraßen 4 und 5 | Kieler Straße (HH-Eidelstedt)       |
| Köllns Acker (Lage)            | K317               | 0260                   | nach einem Acker, der der Eidelstedter Bauernfamilie Kölln gehörte, die seit dem 16. Jahrhundert in Eidelstedt ansässig war                                         | 1960                | | Köllns Acker                        |
| Kollenhof (Lage)               | K350               | 0540                   | nach der gleichnamigen Vogthufe, seit 1586 im Besitz der Bauernfamilie Kölln                                                                                        | 1951                | | Kollenhof                           |
| Konrad-Hager-Straße (Lage)     | K600               | 0070                   | Konrad Hager (1893–1980), Fabrikant und Vorbesitzer des Geländes | 1987                | | Konrad-Hager-Straße                 |
| Kornacker (Lage)               | K378               | 0435                   | frei gewählt in Anlehnung an weitere auf „-acker“ endende Straßen in der Umgebung                                                                                   | 1932                | | Kornacker                           |
| Krögen (Lage)                  | K437               | 0140                   | nach dem Flurnamen Krogen | 1929                | | Krögen                              |
| Krummer Kamp (Lage)            | K467               | 0270                   | nach der gekrümmten Form des Weges | 1962                | | Krummer Kamp                        |
| Krupunder Weg (Lage)           | K470               | 0220                   | Krupunder, Ort im Kreis Pinneberg in Schleswig-Holstein | 1956                | | Krupunder Weg                       |
| Lampéstraße (Lage)             | L020               | 0485                   | nach dem Erbauer und Besitzer der Eidelstedter Mühle | um 1905             | | Lampéstraße                         |
| Lentföhrdener Weg (Lage)       | L129               | 0165                   | Lentföhrden, Gemeinde im Kreis Segeberg in Schleswig-Holstein | 1940                | | Lentföhrdener Weg                   |
| Levkojenweg (Lage)             | L155               | 0195                   | nach dem gleichnamigen Kreuzblütengewächs | 1953                | Motivgruppe: „Blumen“ | Levkojenweg                         |
| Lohhörn (Lage)                 | L223               | 0100                   | nach einem Flurnamen | 1961                | | Lohhörn                             |
| Lohkampstieg (Lage)            | L385               | 0260                   | in Anlehnung an die Lohkampstraße | 1991                | Fußweg | Lohkampstieg                        |
| Lohkampstraße (Lage)           | L226               | 2205                   | nach einem Flurnamen | 1928                | | Lohkampstraße                       |
| Lohwurt (Lage)                 | L235               | 0215                   | nach einem Flurnamen | 1932                | | Lohwurt                             |
| Lüttwisch (Lage)               | L301               | 0165                   | nach einem Flurnamen | 1961                | niederdeutsch lütt Wisch = kleine Wiese | Lüttwisch                           |
| Magnolienweg (Lage)            | M014               | 0105                   | nach der gleichnamigen Pflanzengattung | 1950                | Motivgruppe: „Blumen“ | Magnolienweg                        |
| Mählstraße (Lage)              | M008               | 0170                   | Joachim Mähl (1827–1909), Lehrer und niederdeutscher Dichter | 1928                | | Mählstraße                          |
| Mergenthalerweg (Lage)         | M157               | 0265                   | Ottmar Mergenthaler (1854–1899), Uhrmacher | 1960                | | Mergenthalerweg                     |
| Mesterfeld (Lage)              | M165               | 0260                   | nach einem Flurnamen (Feld des Schulmeisters) | 1929                | | Mesterfeld                          |
| Mesterfeldweg (Lage)           | M166               | 0560                   | nach einem Flurnamen (Feld des Schulmeisters) | 1928                | | Mesterfeldweg                       |
| Mittelstieg (Lage)             | M395               | 0170 (im Stadtteil)    | Der Name wurde übernommen. | 1988                | Die Straße kommt aus Halstenbek. Lediglich die Grundstücke auf der Südostseite liegen in Eidelstedt, ebenso eine nach Süden abzweigende kurze Stichstraße. | Mittelstieg                         |
| Möhlenort (Lage)               | M215               | 0435                   | nach einem Flurnamen | 1928                | niederdeutsch Möhl = Mühle | Möhlenort                           |
| Mühlenaustieg (Lage)           | M312               | 0065                   | in Anlehnung an den Mühlenauweg | 1955                | | Mühlenaustieg                       |
| Mühlenauweg (Lage)             | M3132              | 0060                   | nach der Lage bei der Mühlenau, einem Nebenbach der Kollau | 1952                | | Mühlenauweg                         |
| Muldenweg (Lage)               | M345               | 0325                   | nach der Beschaffenheit des Geländes | 1952                | | Muldenweg                           |
| Nebenbahnstraße (Lage)         | N012               | 0335                   | nach der Lage an der Bahnstrecke Altona-Kaltenkirchen-Neumünster | 1928                | | Nebenbahnstraße                     |
| Netthörn (Lage)                | N041               | 0115                   | nach einem 1789 erstmals erwähnten Flurnamen | 1961                | | Netthörn                            |
| Niekampsweg (Lage)             | N109               | 0475                   | nach einem Flurnamen | 1928                | | Niekampsweg                         |
| Niendorfer Gehege (Lage)       | N112               | 1405 (im Stadtteil)    | nach dem gleichnamigen Freizeitgebiet, durch das die Straße zum Teil führt                                                                                          | 1948                | bis zur Einmündung der Vogt-Kölln-Straße komplett in Eidelstedt, weiter nördlich für etwa 365 Meter nur die westliche Straßenhälfte, östliche Seite in Niendorf, wie auch der weitere Verlauf | Niendorfer Gehege                   |
| Nyswanderweg (Lage)            | N234               | 0130                   | Marie Nyswander (1919–1986), US-amerikanische Psychiaterin und Psychotherapeutin                                                                                    | 1994                | | Nyswanderweg                        |
| Oliver-Lißy-Straße (Lage)      | O227               | 0400                   | Oliver Lißy (1962–2016), seit 1998 Leiter des Hauses der Jugend in Eidelstedt                                                                                       | 2018                | Lißy engagierte sich in vielfältiger Weise für den Stadtteil, z. B. in der Stadtteilkonferenz und verschiedenen Gremien. | Oliver-Lißy-Straße                  |
| Olloweg (Lage)                 | O094               | 0450 (im Stadtteil)    | nach einem Flurnamen (alter Wald) | 1929                | südlich der Güterumgehungsbahn in Stellingen | Olloweg                             |
| Oortskamp (Lage)               | O099               | 0505                   | nach einem Flurnamen | 1949                | | Oortskamp                           |
| Op de Eilstede (Lage)          | O216               | 0105                   | nach der mittelalterlichen Bezeichnung für Eidelstedt | 2002                | | Op de Eilstede                      |
| Ottensener Straße (Lage)       | O161               | 1200 (im Stadtteil)    | Hamburger Stadtteil Ottensen | vor 1920            | zwischen Schnackenburgallee und Altonaer Volkspark komplett in Bahrenfeld, nördlich davon bis zur Einmündung der Uwe-Seeler-Allee nur die Grundstücke auf der östlichen Seite, Straßenfläche und Grundstücke auf der Westseite in Eidelstedt; nördlich davon liegt die westliche Straßenhälfte in Eidelstedt, die östliche in Stellingen | Ottensener Straße                   |
| Ottostraße (Lage)              | O171               | 0235                   | Otto Timm (1863–1939), Vorbesitzer des Geländes | um 1905             | | Ottostraße                          |
| Pflugacker (Lage)              | P108               | 0690                   | frei gewählt in Anlehnung an weitere auf „-acker“ endende Straßen in der Umgebung                                                                                   | 1964                | | Pflugacker                          |
| Pinneberger Chaussee (Lage)    | P126               | 1960                   | Pinneberg, Kreisstadt in Schleswig-Holstein | vor 1927            | | Pinneberger Chaussee                |
| Rebenacker (Lage)              | R066               | 0220                   | frei gewählt in Anlehnung an weitere auf „-acker“ endende Straßen in der Umgebung                                                                                   | 1964                | | Rebenacker                          |
| Redingskamp (Lage)             | R076               | 1035                   | nach einem Flurnamen | 1949                | Reding nannte sich eine Interessengemeinschaft von Hufnern im Dorf. | Redingskamp                         |
| Reemstückenkamp (Lage)         | R081               | 0680                   | nach einem Flurnamen | 1964                | Als Reem oder Rehm wird ein Baumstreifen auf einem Feld bezeichnet, der der Erosion vorbeugen soll. Er dient außerdem zur Kleinholzversorgung der Dorfbewohner. | Reemstückenkamp                     |
| Reichsbahnstraße (Lage)        | R112               | 1030                   | nach der Funktion zum S-Bahnhof Eidelstedt führend | 1928                | westliche Straßenhälfte zwischen S-Bahnhof Eidelstedt und den Gütergleisen im Norden in Stellingen, sonst in Eidelstedt | Reichsbahnstraße                    |
| Richtbornweg (Lage)            | R182               | 0305                   | J. C. Richtborn (1680–1730), erster Erbpachtmüller der Eidelstedter Mühle, die bis 1857 im Besitz der Familie blieb                                                 | 1955                | | Richtbornweg                        |
| Rungwisch (Lage)               | R373               | 0515                   | nach einem Flurnamen | 1948                | | Rungwisch                           |
| Safranweg (Lage)               | S833               | 0190                   | nach der gleichnamigen Gewürzpflanze | 1968                | | Safranweg                           |
| Sandgrube (Lage)               | S032               | 0130                   | nach einer früher hier gelegenen Sandgrube | 1950                | | Sandgrube                           |
| Schachblumenweg (Lage)         | S092               | 0240                   | nach dem gleichnamigen Liliengewächs | 1953                | Motivgruppe: „Blumen“ | Schachblumenweg                     |
| Schlüsselblumenweg (Lage)      | S219               | 0245                   | nach einer anderen Bezeichnung für Primelgewächse | 1957                | Motivgruppe: „Blumen“ | Schlüsselblumenweg                  |
| Schnackenburgallee (Lage)      | S247               | 1165 (im Stadtteil)    | Bernhard Schnackenburg (1867–1924), Politiker | 1928                | bis ca. 35 Meter nördlich der August-Kirch-Straße in Eidelstedt, südlich davon in Bahrenfeld | Schnackenburgallee                  |
| Schneeballweg (Lage)           | S249               | 0205                   | nach dem gleichnamigen Moschuskrautgewächs | 1950                | Motivgruppe: „Blumen“ | Schneeballweg                       |
| Schnelsener Weg (Lage)         | S256               | 0140 (im Stadtteil)    | Hamburger Stadtteil Schnelsen | 1911                | Die Straße läuft auf Halstenbeker Gebiet weiter, dort gehören nur die Grundstücke auf der Südseite zu Eidelstedt. | Schnelsener Weg                     |
| Seerosenweg (Lage)             | S385               | 0155                   | nach der gleichnamigen Pflanzengattung | 1953                | Motivgruppe: „Blumen“ | Seerosenweg (HH-Eidelstedt)         |
| Seidelbastweg (Lage)           | S395               | 0275                   | nach der gleichnamigen Pflanzengattung | 1953                | Motivgruppe: „Blumen“ | Seidelbastweg                       |
| Simon-Wannewitz-Ring (Lage)    | S926               | 0215                   | Simon Wannewitz (1815–1895), Jagdaufseher in Eidelstedt | 1996                | | Simon-Wannewitz-Ring                |
| Spanische Furt (Lage)          | S525               | 0400                   | aus dem Volksmund entstanden nach dem ursprünglichen Flurnamen Spannforthwisch                                                                                      | 1948                | nördliche Straßenhälfte in Schnelsen | Spanische Furt                      |
| Steinacker (Lage)              | S624               | 0415                   | frei gewählt in Anlehnung an weitere auf „-acker“ endende Straßen in der Umgebung                                                                                   | 1930                | | Steinacker                          |
| Steinwiesenweg (Lage)          | S662               | 0100                   | nach einem Flurnamen | vor 1928            | | Steinwiesenweg                      |
| Sterndoldenweg (Lage)          | S850               | 0135                   | nach dem gleichnamigen Doldengewächs | 1972                | Motivgruppe: „Blumen“ | Sterndoldenweg                      |
| Strohblumenweg (Lage)          | S747               | 0190                   | nach der gleichnamigen Pflanzengattung | 1953                | Motivgruppe: „Blumen“ | Strohblumenweg                      |
| Sven-Hedin-Straße (Lage)       | S846               | 0165                   | Sven Hedin (1865–1952), schwedischer Geograph und Entdeckungsreisender                                                                                              | 1971                | | Sven-Hedin-Straße                   |
| Syringenweg (Lage)             | S830               | 0465                   | nach einem veralteten Ausdruck für den Gemeinen Flieder | 1935                | Motivgruppe: „Blumen“ | Syringenweg                         |
| Teinstücken (Lage)             | T043               | 0255                   | nach dem Flurnamen Up de Teinstücken | 1961                | niederdeutsch tei(h)n = zehn | Teinstücken                         |
| Thormannstieg (Lage)           | T074               | 0220                   | nach dem Familiennamen des ersten Schmieds in Eidelstedt (um 1800)                                                                                                  | 1952                | | Thormannstieg                       |
| Torfweg (Lage)                 | T140               | 1165                   | nach einer alten Bezeichnung für den Weg durch das Jaarsmoor, die dann amtlich übernommen wurde                                                                     | 1931                | | Torfweg                             |
| Trollblumenweg (Lage)          | T173               | 0180                   | nach der gleichnamigen Pflanzenart | 1953                | Motivgruppe: „Blumen“ | Trollblumenweg                      |
| Turmfalkweg (Lage)             | T182               | 0160                   | nach dem gleichnamigen Raubvogel | 1938                | | Turmfalkweg                         |
| Uhuweg (Lage)                  | U014               | 0180                   | nach der gleichnamigen Vogelart | 1949                | | Uhuweg                              |
| Upn Hornack (Lage)             | U040               | 0195                   | nach dem Flurnamen Op'n Horneck | 1936                | | Upn Hornack                         |
| Uwe-Seeler-Allee (Lage)        | S829               | 0150 (im Stadtteil)    | Uwe Seeler (1936–2022), Fußballspieler beim Hamburger SV | 2024                | westlich der Mühlenau in Bahrenfeld; vormals Sylvesterallee, nach dem ursprünglichen Namensgeber ist nun der Friedrich-Sylvester-Weg in Bahrenfeld benannt | Uwe-Seeler-Allee                    |
| Vogt-Kölln-Straße (Lage)       | V067               | 0545 (im Stadtteil)    | nach der Familie Kölln, die von 1598 bis 1828 die Vögte in der Gemeinde Schnelsen stellte                                                                           | 1928                | südlich der Bahngleise in Stellingen, nördlich davon bis zur Kollau komplett in Eidelstedt, zwischen Kollaustraße und der Straße Niendorfer Gehege nur die westliche Straßenhälfte, östliche Hälfte in Niendorf | Vogt-Kölln-Straße                   |
| Von-Appen-Straße (Lage)        | V146               | 0050                   | Kurt von Appen (1910–1936), Kunsttischler und Widerstandskämpfer gegen den Nationalsozialismus                                                                      | 1996                | Von Appen fiel 1936 im Spanischen Bürgerkrieg | Von-Appen-Straße                    |
| Waldrebenweg (Lage)            | W030               | 0140                   | nach dem gleichnamigen Hahnenfußgewächs | 1952                | Motivgruppe: „Blumen“ | Waldrebenweg                        |
| Waterhörnstraße (Lage)         | W089               | 0085                   | nach einer Flurbezeichnung | 1928                | | Waterhörnstraße                     |
| Weidplan (Lage)                | W142               | 0390                   | nach einem Flurnamen (ebenes Weidegebiet) | 1929                | | Weidplan                            |
| Wendrichstraße (Lage)          | W168               | 0080                   | Johann Gottlieb Wendrich (1836–1894), Schmied sowie Vorbesitzer des Geländes und Erbauer der Straße                                                                 | vor 1907            | | Wendrichstraße                      |
| Wiebelstraße (Lage)            | W225               | 0225                   | Karl Wiebel (1808–1888), Naturforscher | 1967                | | Wiebelsstraße                       |
| Wiebischenkamp (Lage)          | W126               | 0720                   | nach einem Flurnamen | um 1927             | | Wiebischenkamp                      |
| Wiesenacker (Lage)             | W239               | 0345                   | frei gewählt in Anlehnung an weitere auf „-acker“ endende Straßen in der Umgebung                                                                                   | 1949                | | Wiesenacker                         |
| Wildacker (Lage)               | W433               | 0430                   | frei gewählt in Anlehnung an weitere auf „-acker“ endende Straßen in der Umgebung                                                                                   | 1969                | | Wildacker                           |
| Wischhofsweg (Lage)            | W328               | 0405                   | nach einem Flurnamen | 1928                | | Wischhofsweg                        |
| Wullenweberstieg (Lage)        | W419               | 0125                   | nach der seit dem 16. Jahrhundert in Eidelstedt ansässigen Bauernfamilie Wullenweber                                                                                | 1959                | | Wullenweberstieg                    |
| Wurtkamp (Lage)                | W429               | 0105                   | nach einem Flurnamen | 1940                | Eine Wurt ist ein künstlich angelegter Hügel zum Schutz vor Hochwasser. | Wurtkamp                            |
| Zugführerweg (Lage)            | Z049               | 0160                   | nach dem gleichnamigen Begriff aus dem Eisenbahnwesen | 1953                | | Zugführerweg                        |
| Zweigweg (Lage)                | Z061               | 0170                   | frei gewählter Name | 1929                | | Zweigweg                            |